# Rue de la Commune-de-Paris
La rue de la Commune-de-Paris à Aubervilliers, dans le centre, est une des plus anciennes rues de cette ville.

## Situation et accès
La rue de la Commune-de-Paris s'étend du canal Saint-Denis à la rue du Moutier, en traversant notamment la place Henri-Rol-Tanguy.

## Origine du nom

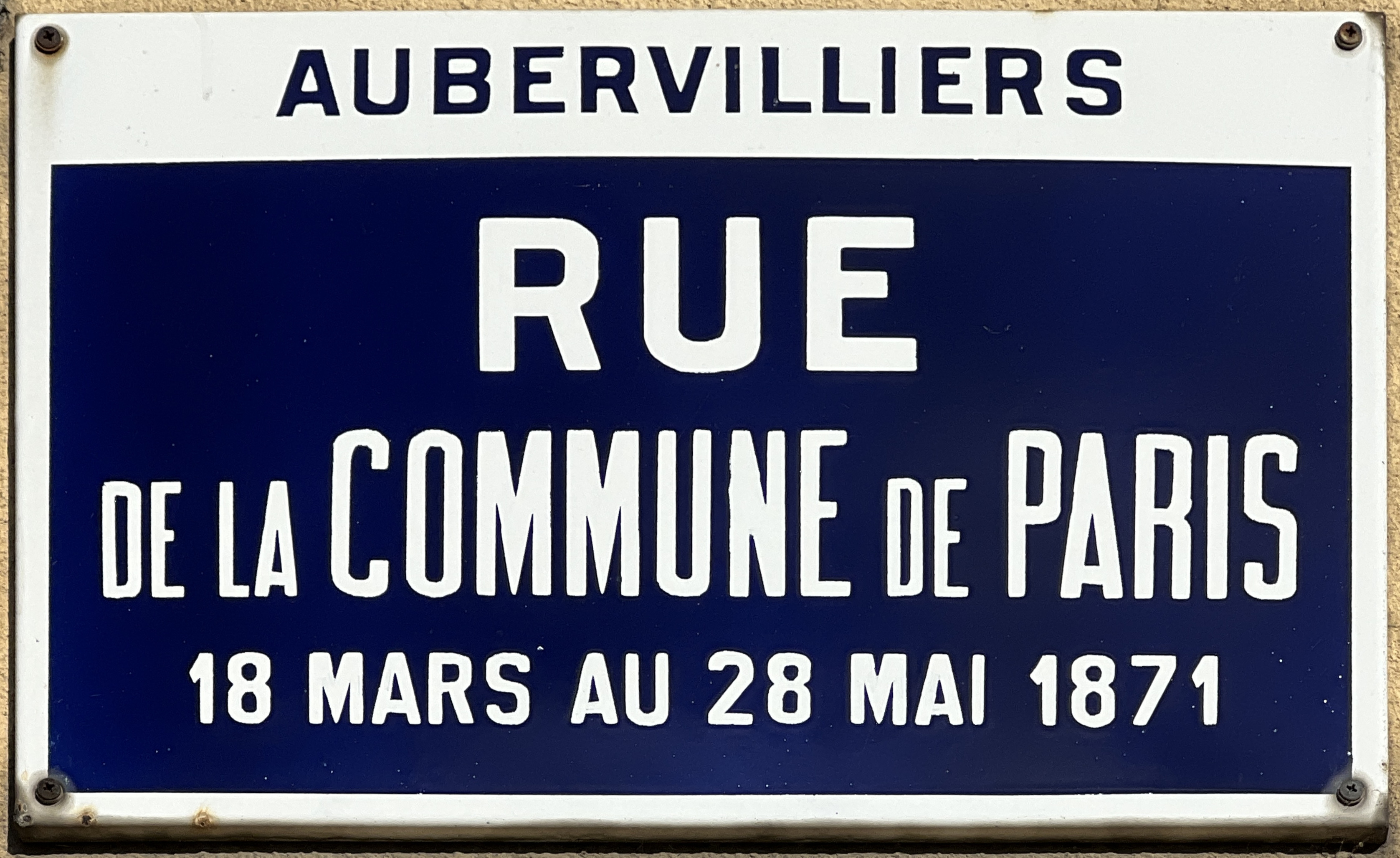
Plaque de la rue en juin 2022.

Elle a été renommée en souvenir de la Commune de Paris, période insurrectionnelle de l'histoire de Paris qui s'étendit du 18 mars 1871 au 21 au 28 mai 1871.

## Historique
L'abbé Lebeuf mentionne cette rue en précisant que le séminaire y avait édifié plusieurs bâtiments, avant 1754.
Cette rue s'appelait à l'origine « rue de Paris », appellation datant au moins de 1794.
Cette voie constituait l'accès le plus direct du cœur historique d'Aubervilliers vers la capitale, avant que l'avenue Victor-Hugo soit percée vers 1870.
Le 31 mai 1918, la rue est victime des bombardements de Paris et de sa banlieue durant la Première Guerre mondiale.
En 1944, des combats y ont lieu, faisant plusieurs victimes.

## Bâtiments remarquables et lieux de mémoire
- Mairie d'Aubervilliers.
- Église Notre-Dame-des-Vertus d'Aubervilliers.
- Ancienne chapelle des catéchismes[6].
- Square Stalingrad.